# Памятник Юрию Гагарину (Киев)
Памятник Юрию Гагарину в Киеве был установлен во дворе Центра технического творчества и профессиональной ориентации школьной молодёжи в районе, который носит название Дарница, на левом берегу Днепра.  В том же районе города также находится  проспект Юрия Гагарина.
Адрес расположения памятника: улица Юрия Пасхалина, дом 15.
Монумент был установлен в честь посещения Юрием Гагариным Киева уже после совершения своего космического полёта.

## Гагарин и Киев
Гагарин приехал в Киев 23 апреля 1966 года, о чём 12 апреля 1972 года была установлена  мемориальная доска, размещённая на здании трикотажной фабрики «Киянка», которую  Гагарин посетил в том числе потому, что формально был зачислен в один  из цехов этой фабрики по инициативе работников, которые выполняли дневную норму за почётного члена коллектива.
Также одной из причин приезда в Киев стало участие первого космонавта в XX Съезде комсомола Украины.
Помимо этого, будучи в Киеве, Гагарин посетил Киевский авиастроительный завод. 

## Описание памятника
Памятник представляет из себя скульптурный бюст, выполненный из гранита серого цвета. Бюст помещён на постамент прямоугольной формы, выполненный из такого же камня.
Гагарин на этом памятнике изображён без лётного шлема, также композиция не включает никаких элементов, визуально указывающих на его принадлежность к космонавтике или авиации.
Спереди на постаменте имеется надпись:
«Гагарiн Юрiй Олексiйович» (Гагарин Юрий Алексеевич)
Буквы надписи тонированы бронзой.
Площадка перед памятником выложена бетонными плитами.